# Vittorio Giardino

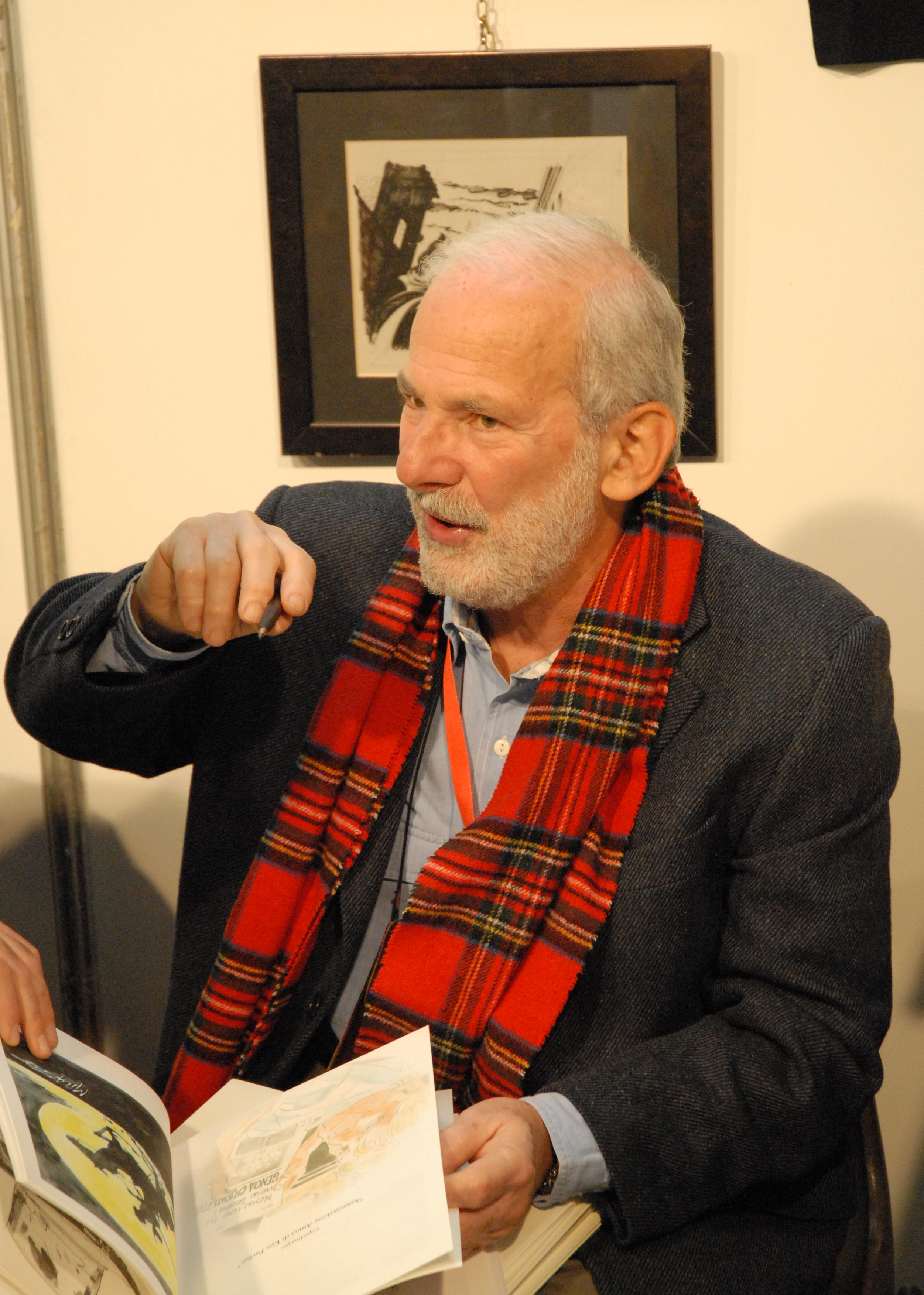
Vittorio Giardino

Vittorio Giardino (Bologna,  24 december 1946) is een Italiaanse stripauteur.

## Biografie
Giardino studeerde elektrotechniek in zijn geboorteplaats en haalde zijn diploma in 1969. Na negen jaar als elektrotechnisch ingenieur werkzaam te zijn, besloot hij zijn baan op te zeggen en striptekenaar te worden. Zijn eerste stripboek, Pax Romana, werd uitgebracht in 1978. Het jaar daarop verschenen de eerste avonturen van de door hem bedachte privédetective Sam Pezzo. Andere stripreeksen van Giardino zijn Max Fridman, Jonas Fink en de erotische strip Little Ego, die is gebaseerd op Little Nemo van Winsor McCay.
De tekenstijl die Giardino hanteert is gebaseerd op de zogenaamde klare lijn van Hergé. Ook is de fotografische decortekenstijl van Jacques Tardi duidelijk overeenkomstig, met name in de vroegere boeken (Sam Pezzo). 
Hij werd in 1982 onderscheiden met de Italiaanse stripprijs de Yellow Kid, in 1995 op het internationaal stripfestival van Angoulême de Alph-Art voor het beste buitenlandse album (voor Hongaarse Rapsodie), en in 1999 met de Harvey Award in de categorie Best American Edition of Foreign Material.

### Reeksen en albums verschenen in het Nederlands taalgebied
- Fatale vakanties,	scenario, tekeningen, kleuren (1981)
- Little Ego, scenario, tekeningen (1989)
- Max Fridman, scenario, tekeningen, kleuren
  - Hongaarse rapsodie (1982)
  - De poort van de oriënt (1986)
  - No pasarán (1999)
  - Rio de Sangre (2002)
  - Sin ilusion (2008)
- Sam Pezzo detective, scenario, tekeningen
  - De valstrik (1982)
  - Beroep: bastaard (1983)
  - Shit City (1983)
  - 'n Vrolijke Kerst (1984)
- Jonas Fink, scenario, tekeningen
  - De Jeugdjaren (1994)
  - De leerjaren (1997)
  - De boekhandelaar uit Praag (2019)

### Reeksen en albums verschenen in andere talen
- Deadly Dalliance,	scenario, tekeningen (1991)
- Les enquêtes de Sam Pezzo, scenario, tekeningen (1981-1983)
- Voyages de rêve, scenario, tekeningen, kleuren (2003)
- Eva Miranda, tekeningen, kleuren (2005)
- Tribolo, tekeningen (2007)

- Biblioteca Nacional de España: XX1117095
- Bibliothèque nationale de France: cb119048210 (data)
- Catàleg d'autoritats de noms i títols de Catalunya: 981058508813306706
- Gemeinsame Normdatei: 129595357
- International Standard Name Identifier: 0000 0001 1068 9890
- Library of Congress Control Number: n98012525
- Nationale Bibliotheek van Tsjechië: jn20020118010
- Nationale Bibliotheek van Israël: 987007261764105171
- Nederlandse Thesaurus van Auteursnamen: 069130329
- Istituto Centrale per il Catalogo Unico: CFIV053082
- Système universitaire de documentation: 026890259
- Virtual International Authority File: 68929622